# Bainita

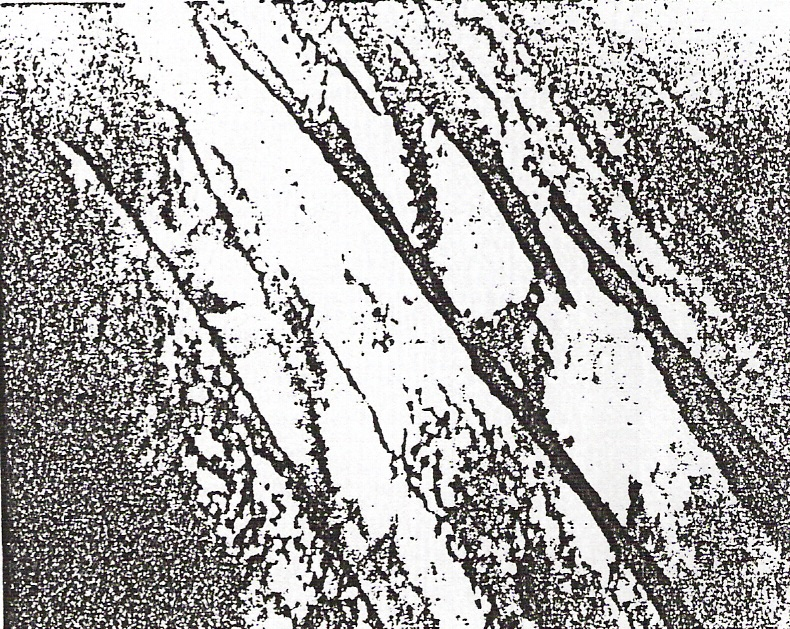
Estructura de la bainita mediante micrografía electrónica de réplica. Una aguja de bainita va de la parte inferior derecha al vértice superior izquierdo y consiste en partículas alargadas de cementita dentro de una matriz de ferrita. La fase que rodea la aguja bainítica es la martensita.

La bainita es una mezcla de fases de ferrita y cementita y en su formación intervienen procesos de difusión. 
La bainita fue descrita por primera vez por E. S. Davenport y Edgar Bain (de quien recibe su nombre) como "de apariencia similar a la martensita sin tratamiento de revenido".
La bainita forma agujas o placas, dependiendo de la temperatura de transformación. Los detalles microestructurales de la bainita son tan finos que su resolución sólo es posible mediante el microscopio electrónico. Está compuesta de una matriz ferrítica y de partículas alargadas de cementita. La fase que rodea las agujas es martensita, a menos que se haga un tratamiento isotermico hasta transformar toda la austenita en bainita. 
La transformación bainítica también depende del tiempo y de la temperatura y se puede representar en un diagrama de transformación isotérmica, a temperaturas inferiores a las de formación de la perlita. En los tratamientos isotérmicos realizados entre 540º-727 °C, se forma perlita y entre 215-540 °C, el producto de transición es la bainita. Las transformaciones perlítica y bainítica compiten entre sí y sólo una parte de una aleación se puede transformar en perlita o en bainita. La transformación en otro microconstituyente sólo es posible volviendo a calentar hasta formar austenita.
Sin embargo, a diferencia de la perlita, la ferrita y la cementita no están presentes en formas que dependen de la aleación y la temperatura de transformación.
La microestructura depende de la temperatura y se distinguen dos morfologías:
Bainita superior : Se forma en rangos de temperatura inmediatamente inferiores a los de perlita. se compone de agujas o bastones de ferrita con cementita entre ellas.
Bainita inferior: Se forma a temperatura del orden de la martensita Ms (ligeramente superiores).
Se produce preferentemente en transformaciones isotérmicas (austempering), aunque también puede hacerlo a enfriamiento continuo y corresponde a una transformación intermedia entre la que corresponde a perlita y a martensita.

## En Aceros

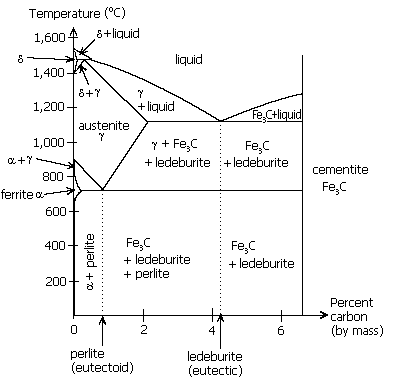
Hierro-carbono diagrama de fase, mostrando la temperatura y composición en el punto eutectoide, a la cual se puede formar la bainita.

Los aceros bainíticos son más duros y resistentes que los perlíticos porque tienen una estructura más fina a base de partículas diminutas de cementita en una matriz ferrítica. Por este motivo exhiben una interesante combinación de resistencia y ductilidad.

## Producción de Bainita
Para la producción de acero bainítico, que resulta resistente a la fatiga y al desgaste por rodadura y exento de carburos (muy duros pero pueden ser frágiles). Existen múltiples métodos:
- Laminar en caliente el acero con aleantes: 0,05-0,5% C, 1-3% Si o Al, 0,5-2,5% Mg y 0,25-2,5% Cr. El punto de equilibrio del hierro (junto con C e impurezas, C equivalente), en austeníta justo antes de la formación de Martensita. Este acero es refrigerado de manera continua a su temperatura de laminado, o bien al aire, o por refrigeración forzada.